# Vendeuil-Caply
Vendeuil-Caply település Franciaországban, Oise megyében. Lakosainak száma 444 fő (2022. január 1.). Vendeuil-Caply Beauvoir, Breteuil, Saint-André-Farivillers, Sainte-Eusoye és Troussencourt községekkel határos.

## Népesség
A település népessége az elmúlt években az alábbi módon változott:
| Lakosok száma | 486  | 476  | 488  | 470  | 461  | 453  | 446  | 444  | 444  |
|               | 2013 | 2015 | 2016 | 2017 | 2018 | 2019 | 2020 | 2021 | 2022 |